# Théophile Raynaud
Pour les articles homonymes, voir Raynaud.
Théophile Raynaud né à Sospello (Sospel en français), dans le comté de Nice, le 15 novembre 1583, et mort à Lyon le 31 octobre 1663, est un jésuite, auteur de plusieurs ouvrages théologiques en langue latine. Il peut être aussi identifié par son pseudonyme de « Amedaeus Sallyus ». Entré chez les jésuites à Avignon le 24 novembre 1602, il est ordonné prêtre à Lyon en 1612 et prononce ses vœux le 1er janvier 1619. Il enseigne la grammaire et les lettres classiques à Avignon, la théologie, la philosophie (1613-1619) et la théologie scholastique (1619-1627) à Lyon, où il est aussi deux ans préfet des études. Puis il enseigne les Écritures saintes au Collège Romain (1647-1651). À Rome il devint le délégué de sa province à la IXe Congrégation Générale de son ordre (1649-1650).

## Carrière
Théophile Raynaud naquit vers la fin de 1583 à Sospello, dans le comté de Nice. Ses études achevées, il embrassa la règle de St-Ignace à l’âge de dix-neuf ans, et après avoir régenté les basses classes au collège d’Avignon, puis professé la philosophie et la théologie à Lyon, il se rendit, en 1631, à Paris, où l’appelait le prince Maurice de Savoie, qui l’avait choisi pour confesseur. Peu de temps après, le cardinal Richelieu lui proposa de réfuter un théologien espagnol, qui blâmait l’alliance conclue récemment par la France avec les protestants d’Allemagne ; le P. Raynaud ne crut pas devoir se rendre aux désirs du ministre et se hâta de retourner à Lyon, d’où ses supérieurs l’envoyèrent Chambéry. L’évêché de Genève vint à vaquer, en 1637, par la mort du frère de St-François de Sales, qui lui avait succédé sur ce siège. Les membres du Sénat de Chambéry, qui connaissaient le zèle et les talents du P. Raynaud, demandèrent pour lui cette dignité ; mais il désavoua leurs démarches et quitta même la Savoie, où il ne revint qu’en 1639. Le P. Pierre Monod, son confrère, venait d’être enfermé dans le Château de Montmélian, sur les instances du cardinal de Richelieu ; Raynaud chercha tous les moyens d’adoucir la captivité de son ancien ami ; mais Richelieu, indigné déjà contre lui, ne put croire que ses relations avec un prisonnier d’État fussent tout à fait innocentes ; il sollicita de la cour de Savoie l’ordre de l’arrêter. Au bout de trois mois le P. Raynaud sortit de prison ; mais craignant de nouvelles persécutions de la part du ministre, il résolut de passer à Rome où il pourrait braver sa vengeance. Malheureusement, les espions dont il était entouré rendirent compte des moindres mots qui lui échappaient. L’ordre de l’arrêter précéda son arrivée à Avignon, et il resta six mois enfermé dans une chambre du palais des papes. Ses ennemis, pendant sa détention, avaient fait suspendre l’impression d’un de ses ouvrages (Heteroclita spiritualia) sous le prétexte qu’il renfermait des propositions dangereuses. Dès qu’il fut libre, le P. Raynaud partit pour Rome, emportant son manuscrit, qu’il soumit à l’examen du P. Alegambe, nommé son censeur, et il revint avec l’autorisation de le faire imprimer. A son retour, il fut accueilli par le vice-légat Federico Sforza, qui ne négligea rien pour lui faire oublier son injuste détention. Ce prélat ayant été nommé cardinal en 1645, partit pour Rome avec le P. Raynaud et s’empressa de le présenter au souverain pontife et aux membres du Sacré Collège comme un des plus fermes défenseurs des droits du Saint-Siège. Le pape, voulant mettre ses talents à l’épreuve, lui proposa d’entreprendre la réfutation du traité de Pierre de Marca De concordia sacerdotii et imperii. Le P. Raynaud n’osa pas refuser ouvertement une tâche si difficile et partit sans prendre congé du pontife. Sur l’invitation de son général, il retourna deux ans après à Rome, et il y professa pendant quelques mois la théologie positive ; mais sa santé ne s’accommodant point du climat de l’Italie, il demanda la permission de revenir à Lyon, où il passa le reste de sa vie entre la direction des âmes, l’enseignement et la rédaction de ses ouvrages. Il mourut d’apoplexie en cette ville le 31 octobre 1663, à l’âge de 80 ans.

## Œuvres

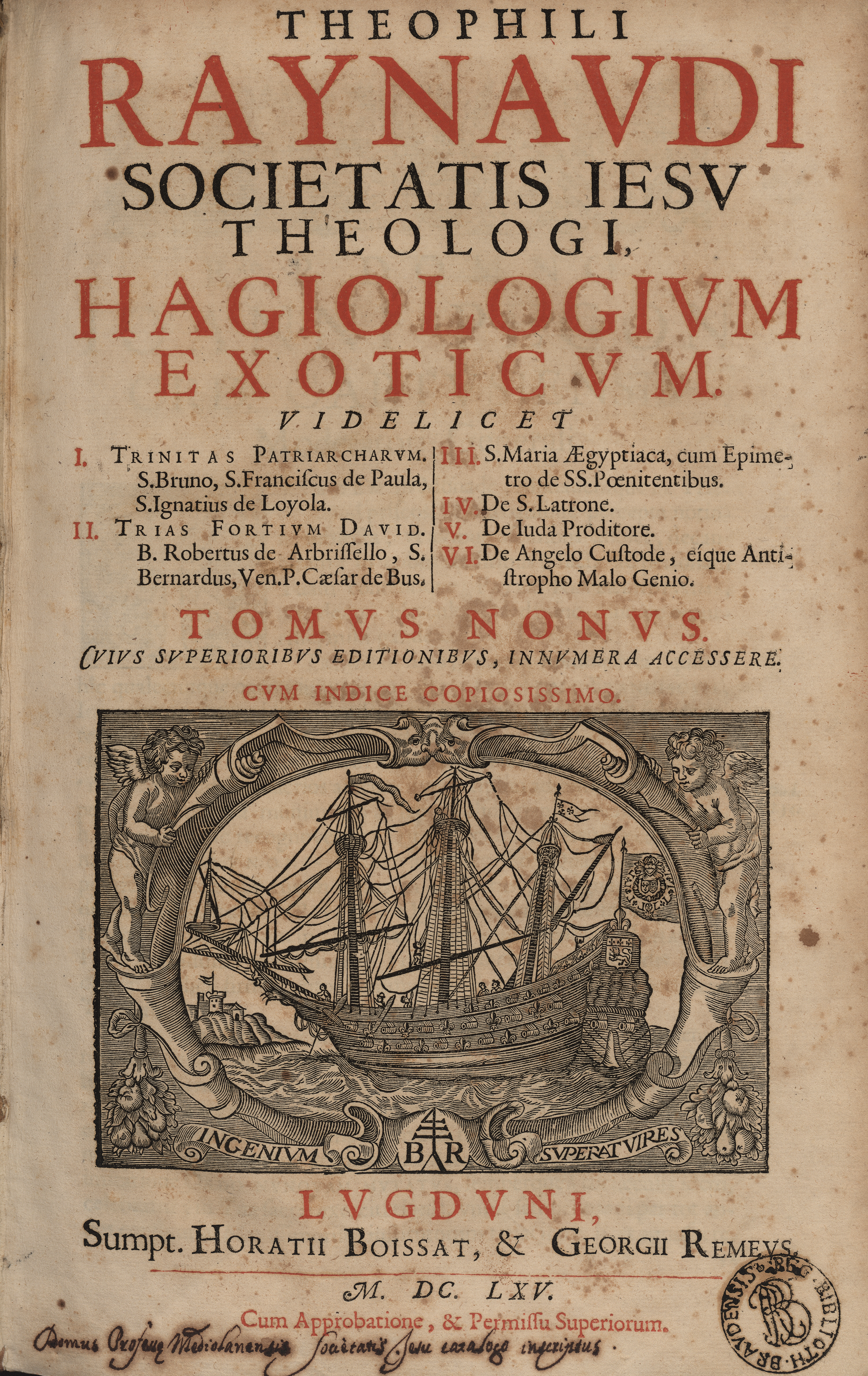
Hagiologium exoticum

Trois de ses traités furent censurés par l'Inquisition :
- de Martyrio per pestem (Le Martyre par la peste)
- de Communione pro mortuis (La Communion pour les morts)
- de Confixione Librorum (La Composition des Livres)

Il put les faire réimprimer après les avoir corrigés.
Ses Œuvres complètes parurent à Lyon en 1665 en 19 volumes, auxquels fut adjoint à Cracovie, en 1669, un 20e volume intitulé Apopompæus (littéralement "le Bouc émissaire") contenant des pièces qu'il en avait exclues. Cette vaste collection se compose de quatre-vingt-treize ouvrages, dont on trouvera les titres dans le tome 26 des Mémoires de Jean-Pierre Niceron. Philippe-Louis Joly a fait quelques additions et quelques corrections à ce catalogue dans ses Remarques sur le Dictionnaire de Bayle. Le P. Raynaud, dans un moment de loisir, avait écrit sa Vie, que l’on conservait parmi les manuscrits de la bibliothèque des jésuites de Lyon. On sait que le P. Casimir Oudin avait formé le projet de la compléter et de la publier avec ses corrections (voy. Jean-Baptiste Michault, Mélanges philolog., t. 2, p. 346).
Très apprécié de Guy Patin, il fut un ennemi des jansénistes et des dominicains. Girolamo Tiraboschi compare le recueil des ouvrages du P. Raynaud à ces magasins remplis de toutes sortes de marchandises, bonnes et mauvaises, anciennes et nouvelles, utiles ou inutiles, dans lesquels chacun, avec un peu de patience, finit par rencontrer quelque chose qui lui convient (voy. la Storia della letteratura italiana, t. 8, p. 152).

## Traduction
- Dorothée de Gaza, Œuvres spirituelles. Introduction, texte grec, traduction et notes par Dom L. Regnault et Dom J. de Préville[1].

## Référence
1. 1 2  Chirat Henri, « Chronique d'ancienne littérature chrétienne », Revue des Sciences Religieuses, tome 38, fascicule 4, 1964. pp.399-411, DOI 10.3406/rscir.1964.2399

## Sources
- « Théophile Raynaud », dans Louis-Gabriel Michaud, Biographie universelle ancienne et moderne : histoire par ordre alphabétique de la vie publique et privée de tous les hommes avec la collaboration de plus de 300 savants et littérateurs français ou étrangers, 2e édition, 1843-1865 [détail de l’édition]
- « Raynaud », dans Pierre Bayle, Dictionnaire historique et critique.
- Notices bio-bibliographiques dans J. FEJER, Defuncti secundi saeculi, IV, p. 209: Raynaudus, Theophilus; C.E. O'NEILL - J. M. DOMINGUEZ, Diccionario Histórico de la Compaña de Jesús, IV, pp. 3301: Raynaud, Théophile; C. SOMMERVOGEL, Bibliothèque de la Compagnie de Jésus, VI, coll. 1517-1550: Raynaud, Théophile (entrée dans la Compagnie le 21 novembre); R.G. VILLOSLADA, Storia del Collegio Romano, pp. 323: Raynaud Theophilus; Synopsis historiae Societatis Jesu , col. 616: Theophilus Raynaud.